# Svenska kyrkan i Melbourne
Svenska kyrkan i Melbourne är en av Svenska kyrkans utlandsförsamlingar. Liksom de andra församlingarna i Svenska kyrkan i utlandet sorterar den under Visby stift.

## Administrativ historik
Församlingen bildades 1896.

## Kyrkoherdar
| Ämbetstid | Namn              | Levnadstid | Övrigt |
| --------- | ----------------- | ---------- | ------ |
| 1982–1984 | Staffan Rönnegård | 1938–      | [ 2 ]  |
| 2015–     | Gunnar Olofsgård  | 1959–      | [ 3 ]  |

### Diakoner
| Ämbetstid | Namn               | Levnadstid | Övrigt |
| --------- | ------------------ | ---------- | ------ |
| 2015–     | Katarina Olofsgård | 1961–      | [ 3 ]  |

### Fotnoter
1. ↑  ”Visby stift”. www.svenskakyrkan.se. https://www.svenskakyrkan.se/visbystift. Läst 6 november 2024.
2. ↑  1920–1922 Styrelsen för svenska kyrkan i utlandet SKUT i Sveriges statskalender 1984
3. 1 2   Matrikel 2016: Svenska kyrkan (69:a utgåvan). Stockholm: Verbum. 2016. sid. 415. ISBN 978-91-5263615-2